# Карано (Латина)
Карано је насеље у Италији у округу Латина, региону Лацио.
Према процени из 2011. у насељу је живело 42 становника. Насеље се налази на надморској висини од 56 м.